# Alessio Sartori
Alessio Sartori (Terracina, 13 de noviembre de 1976) es un deportista italiano que compitió en remo.
Participó en cinco Juegos Olímpicos de Verano, entre los años 1996 y 2012, obteniendo en total tres medallas, oro en Sídney 2000 (cuatro scull), bronce en Atenas 2004 (doble scull) y plata en Londres 2012 (doble scull), y el cuarto lugar en Atlanta 1996 (cuatro scull).
Ganó siete medallas en el Campeonato Mundial de Remo entre los años 1994 y 2007, y una medalla de plata en el Campeonato Europeo de Remo de 2012.

## Palmarés internacional
| Juegos Olímpicos   | Juegos Olímpicos              | Juegos Olímpicos  | Juegos Olímpicos   |
| Año                | Lugar                         | Medalla           | Prueba             |
| ------------------ | ----------------------------- | ----------------- | ------------------ |
| 2000               | Sídney (Australia)            | Medalla de oro    | Cuatro scull       |
| 2004               | Atenas (Grecia)               | Medalla de bronce | Doble scull        |
| 2012               | Londres (Reino Unido)         | Medalla de plata  | Doble scull        |
| Campeonato Mundial |                               |                   |                    |
| Año                | Lugar                         | Medalla           | Prueba             |
| 1994               | Indianápolis (Estados Unidos) | Medalla de oro    | Cuatro scull       |
| 1995               | Tampere (Finlandia)           | Medalla de oro    | Cuatro scull       |
| 1998               | Colonia (Alemania)            | Medalla de oro    | Cuatro scull       |
| 2001               | Lucerna (Suiza)               | Medalla de bronce | Doble scull        |
| 2003               | Milán (Italia)                | Medalla de plata  | Doble scull        |
| 2006               | Eton (Reino Unido)            | Medalla de plata  | Ocho con timonel   |
| 2007               | Múnich (Alemania)             | Medalla de plata  | Cuatro sin timonel |
| Campeonato Europeo |                               |                   |                    |
| Año                | Lugar                         | Medalla           | Prueba             |
| 2012               | Varese (Italia)               | Medalla de plata  | Doble scull        |